# Abigail de Andrade

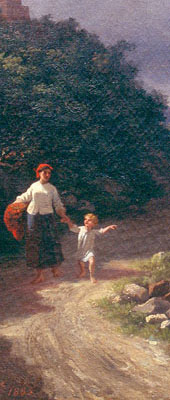
Niterói, 1885, Öl auf Leinwand

Abigail de Andrade (* 1864 in Vassouras; † um 1890 in Paris) war eine brasilianische Malerin und Zeichnerin.

## Leben
Andrade wurde in dem kleinen Ort Vila de Vassouras in der damaligen Provinz Rio de Janeiro des Kaiserreichs Brasilien 1864 geboren. Die genauen Lebensdaten sind bisher nicht bekannt. Ihre künstlerische Ausbildung erhielt sie durch Angelo Agostini und Insley Pacheco 1882 am Liceu de Artes e Ofícios do Rio de Janeiro, nachdem 1881 am Liceu Frauen zum Kunststudium zugelassen worden waren. Ihr künstlerisches Werk umfasst Gemälde und Zeichnungen zu dem Alltagsleben in Rio de Janeiro, Stillleben und Porträts.
Sie war in Rio Schülerin des verheirateten Zeichners Angelo Agostini (1843–1910), beide hatten eine illegitime Beziehung aufgenommen. Diese Beziehung und eine Schwangerschaft mit der Geburt der später ebenfalls als Malerin bekannt gewordenen Angelina Agostini (1888–1973) verursachten in Rio einen Skandal, dem sich das Paar durch Flucht nach Paris entzog. Hier verstarb im April 1890 das zweite Kind, bald darauf auch die Mutter Abigail. Abigail de Andrade war zu jenem Zeitpunkt eine vielversprechende Künstlerin, die von Kritikern sehr gelobt wurde und als einzige Frau 1884 eine Goldmedaille für ihre im Salão Nacional de Belas-Artes, der Nationalen Kunstausstellung der Academia Imperial de Belas Artes (AIBA), ausgestellten Arbeiten erhalten hatte, gleichrangig mit Thomas Georg Driendl, Giovanni Battista Castagneto und Johannes Georg Grimm.
1882 nahm sie an der von der Sociedade Propagadora das Belas Artes im Liceu de Artes e Ofícios veranstalteten Gruppenausstellung teil, Kunstgesellschaft und Kunstschule waren Gründungen des in der Kunstwelt Rios einflussreichen Francisco Joaquim Béthencourt da Silva.
1884 bis 1888 nahm sie am Salão Nacional in Rio de Janeiro teil, 1886 fanden Einzelausstellungen in den Häusern Costrejean und Vicitas statt. Der renommierte Kunstkritiker Gonzaga Duque wies lobend darauf hin, dass sie ein Profi unter den Amateur-Künstlern und sie als „moderne“ Malerin durch ihre innovativen Genreszenen des täglichen Lebens zu betrachten sei. Die Kunstsoziologin und Kuratorin Ana Simioni erwähnt zu dem Stillleben O cesto de compras, zunächst als Bleistift- und Tintezeichnung O cesto das compras ausgeführt, dann als Ölbild, die präzise realistische Darstellung einer Momentaufnahme in traditioneller Technik des Hell-Dunkel, was mit der Verwendung von Fotografien des Insley Pacheco als Vorlage zusammenhängen könnte.
Insbesondere wird die Verleihung der Goldmedaille 1884 an sie als erste Preisträgerin von der heutigen Kunstkritik hervorgehoben, da dies eine Wendung in der Wahrnehmung von Künstlerinnen in Brasilien markiert, die, ansonsten von der Kunstwelt als Amateurinnen heruntergespielt, lange Zeit keine Möglichkeit einer akademischen Kunstausbildung erhielten. Sie gehört heute zu dem Namenskanon der Pionierinnen in der brasilianischen Malerei zum Ende des Zweiten Kaiserreichs.

## Ausstellungen
- 1882, Liceu de Artes e Ofícios, Rio de Janeiro
- 1884, 26. Exposição Geral de Belas Artes, Rio de Janeiro
- 1886, Casa Costrejean, Rio de Janeiro, Einzelausstellung
- 1886, Casa Vicitas, Rio de Janeiro, Einzelausstellung
- 1989, O Rio de Janeiro de Machado de Assis, Centro Cultural Banco do Brasil, Rio de Janeiro
- 2004, Mulheres Pintoras: a casa e o mundo, Pinacoteca do Estado de São Paulo, São Paulo
- 2007, Von Österreich zur Neuen Welt, Brasilien, Kunsthalle Krems, Krems: gezeigt wurde A hora do pão (1889)
- 2015, Mulheres artistas: as pioneiras (1880–1930), Pinacoteca do Estado de São Paulo, São Paulo[6]
- 2017, Invenções da Mulher Moderna, para além de Anita e Tarsila, Instituto Tomie Ohtake, São Paulo[7]

## Werke

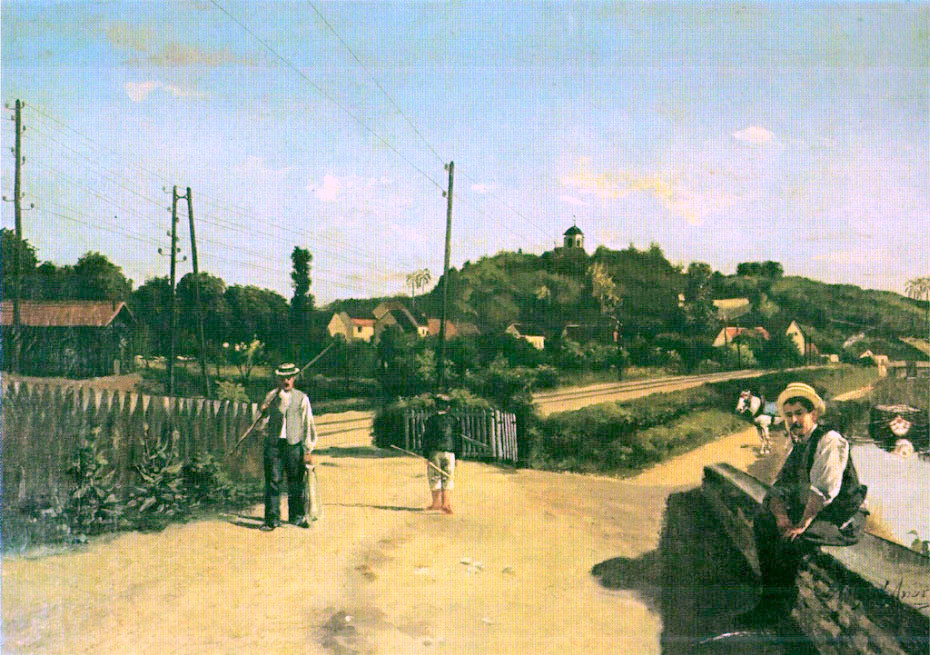
Trecho de paisagem (Landschaft), o. J., Öl auf Leinwand, 19 × 58 cm, Privatsammlung Fadel
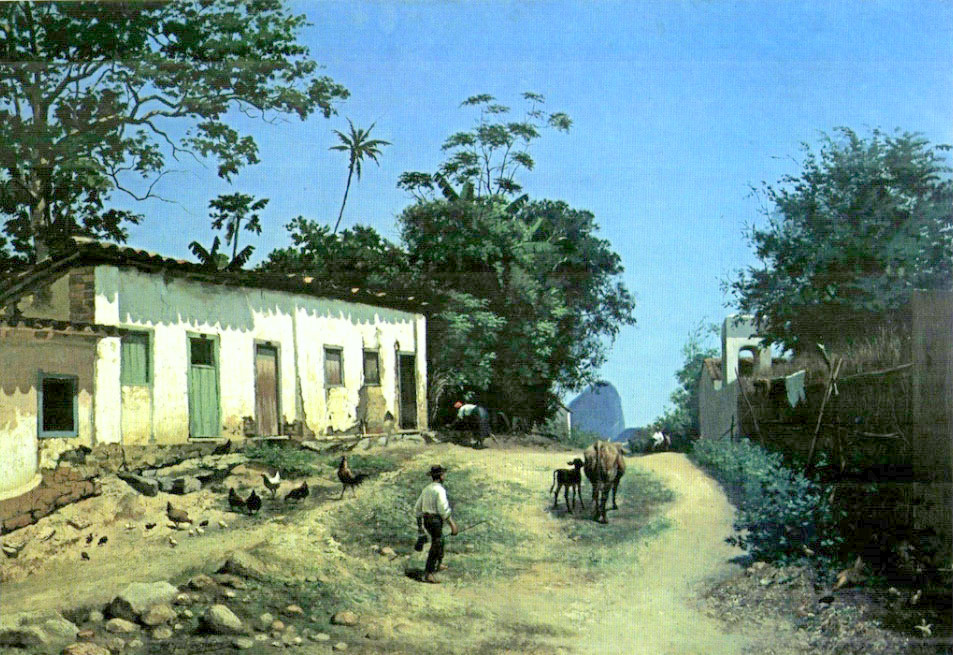
Estrada do Mundo Novo com Pão de Açúcar ao Fundo (Ländliche Straße mit Zuckerhut), 1888, Öl auf Leinwand, 49,5 × 72,5 cm, Privatsammlung Fadel
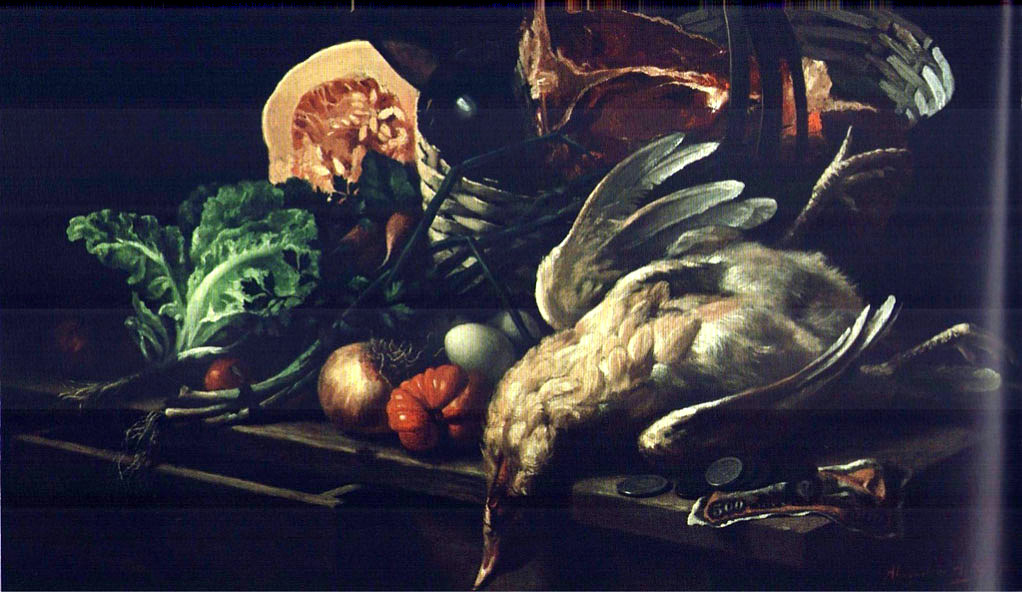
O cesto de compras (Einkaufskorb, Stillleben), 1884, Öl auf Leinwand
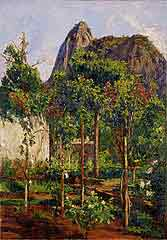
Corcovado (Corcovado), Öl auf Leinwand, 55 × 38,5 cm
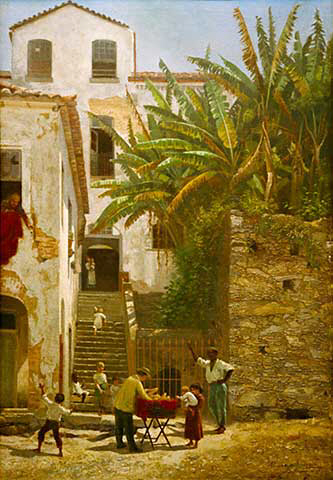
A hora do pão (Stunde des Brotes), 1889, Öl auf Leinwand, 73,5 × 50 cm, Privatsammlung Fadel